# Daniel Restrepo García
Daniel Restrepo García (24 de marzo de 2000) es un clavadista colombiano.

## Carrera
Restrepo obtuvo el 23 de junio de 2018 la medalla dorada en la prueba de trampolín tres metros en el Mundial Juvenil de Clavados celebrado en la ciudad de Kiev, Ucrania. Este logró lo llevó a ser escogido como el abanderado de la delegación colombiana que participó en los Juegos Olímpicos de la Juventud 2018 en Buenos Aires, Argentina. En los juegos, Restrepo ganó la tercera medalla de oro para su país en la modalidad de trampolín tres metros el 14 de octubre de 2018, logrando un registro de 576.05, con el que derrotó al británico Anthony Harding y al ruso Ruslan Ternovoi, quienes fueron plata y bronce respectivamente.
En los Juegos Panamericanos de 2019 celebrados en Lima, Perú, Restrepo nuevamente obtuvo una presea dorada representando a su país en la modalidad de trampolín 3 metros, registrando una puntuación de 468,10.

## Logros

### Juegos Olímpicos de la Juventud 2018
| Evento            | Disciplina            | Preliminares | Preliminares | Final  | Final | Lugar          |
| Evento            | Disciplina            | Puntos       | Lugar        | Puntos | Lugar | Lugar          |
| ----------------- | --------------------- | ------------ | ------------ | ------ | ----- | -------------- |
| Buenos Aires 2018 | Trampolín 3 m hombres | 511.95       | 6            | 576.05 | 1     | Medalla de oro |

### Juegos Panamericanos de 2019
| Evento    | Disciplina            | Final  | Final | Lugar          |
| Evento    | Disciplina            | Puntos | Lugar | Lugar          |
| --------- | --------------------- | ------ | ----- | -------------- |
| Lima 2019 | Trampolín 3 m hombres | 468.10 | 1     | Medalla de oro |